# Sophronicomimus densepunctatus
Sophronicomimus densepunctatus är en skalbaggsart som beskrevs av Stefan von Breuning 1957. Sophronicomimus densepunctatus ingår i släktet Sophronicomimus och familjen långhorningar.
Artens utbredningsområde är Madagaskar. Inga underarter finns listade i Catalogue of Life.